# WNT7A
WNT7A (англ. Wnt family member 7A) – білок, який кодується однойменним геном, розташованим у людей на короткому плечі 3-ї хромосоми.  Довжина поліпептидного ланцюга білка становить 349 амінокислот, а молекулярна маса — 39 005.
| 10         |  | 20         |  | 30         |  | 40         |  | 50         |
| ---------- |  | ---------- |  | ---------- |  | ---------- |  | ---------- |
| MNRKARRCLG |  | HLFLSLGMVY |  | LRIGGFSSVV |  | ALGASIICNK |  | IPGLAPRQRA |
| ICQSRPDAII |  | VIGEGSQMGL |  | DECQFQFRNG |  | RWNCSALGER |  | TVFGKELKVG |
| SREAAFTYAI |  | IAAGVAHAIT |  | AACTQGNLSD |  | CGCDKEKQGQ |  | YHRDEGWKWG |
| GCSADIRYGI |  | GFAKVFVDAR |  | EIKQNARTLM |  | NLHNNEAGRK |  | ILEENMKLEC |
| KCHGVSGSCT |  | TKTCWTTLPQ |  | FRELGYVLKD |  | KYNEAVHVEP |  | VRASRNKRPT |
| FLKIKKPLSY |  | RKPMDTDLVY |  | IEKSPNYCEE |  | DPVTGSVGTQ |  | GRACNKTAPQ |
| ASGCDLMCCG |  | RGYNTHQYAR |  | VWQCNCKFHW |  | CCYVKCNTCS |  | ERTEMYTCK  |

A: Аланін

C: Цистеїн

D: Аспарагінова кислота

E: Глутамінова кислота

F: Фенілаланін

G: Гліцин

H: Гістидин

I: Ізолейцин

K: Лізин

L: Лейцин

M: Метіонін

N: Аспарагін

P: Пролін

Q: Глутамін

R: Аргінін

S: Серин

T: Треонін

V: Валін

W: Триптофан

Кодований геном білок за функцією належить до білків розвитку. 
Задіяний у такому біологічному процесі як сигнальний шлях Wnt. 
Локалізований у позаклітинному матриксі.
Також секретований назовні.